# Dziwny traf
Dziwny traf (ang. Strange Luck, 1995–1996) – amerykański serial sensacyjny wytwórni New World Television, stworzony przez Karla Schaefera.

## Emisja
Światowa premiera serialu miała miejsce 15 września 1995 r. na kanale Fox. Ostatni odcinek został wyemitowany 23 lutego 1996 r. W Polsce serial nadawany był na antenie Polsatu i TV4.

## Obsada
- D.B. Sweeney jako Chance Harper (wszystkie 17 odcinków)[1]
- Pamela Gidley jako Audrey Westin (17)
- Cynthia Martells jako doktor Richter (17)
- Frances Fisher jako Angie (17)
- Drew Monroe jako Spirit (8)
- Scott Plank jako Eric Sanders (4)
- Rick Aiello jako Frankie (2)
- Peter Kelamis jako David Benton (2)
- Ken Pogue jako p. Joseph Harper (2)
- Angela Harry jako Jake w pokoju 501 (2)
- Peter Allas jako Dominic (2)
- Roy Dotrice jako p. Milford (2)
- Jill Teed jako September Rehne (2)
- Tamsin Kelsey jako Wanda Reed (2)
- Mitchell Kosterman jako oficer Steve Kronish (2)
- Teresa Hannah jako oficer Jaded (2)
- Steven Bell jako młody Eric Sanders (2)
- Adrienne Carter jako Jeannie Sanders (2)
- Grayson Woods jako młody Chance (2)
- Scott Owen jako rowerzysta w kasku (2)
- John Tierney jako Cookie (2)
- Kasper Michaels jako Aide (2)

## Spis odcinków
| N/o            | Tytuł angielski           |
| -------------- | ------------------------- |
|                |                           |
| SERIA PIERWSZA |                           |
|                |                           |
| 01             | Soul Survivor             |
|                |                           |
| 02             | Over Exposure             |
|                |                           |
| 03             | Last Chance               |
|                |                           |
| 04             | She Was                   |
|                |                           |
| 05             | Blind Man's Bluff         |
|                |                           |
| 06             | Angie's Turn              |
|                |                           |
| 07             | Hat Trick                 |
|                |                           |
| 08             | The Liver Wild            |
|                |                           |
| 09             | Walk Away                 |
|                |                           |
| 10             | The Box                   |
|                |                           |
| 11             | Brothers Grim             |
|                |                           |
| 12             | Trial Period              |
|                |                           |
| 13             | Healing Hands             |
|                |                           |
| 14             | Wrong Number              |
|                |                           |
| 15             | In Sickness and in Wealth |
|                |                           |
| 16             | Blinded by the Son        |
|                |                           |
| 17             | Lightning Strikes         |
|                |                           |